# 마하반둘라 공원

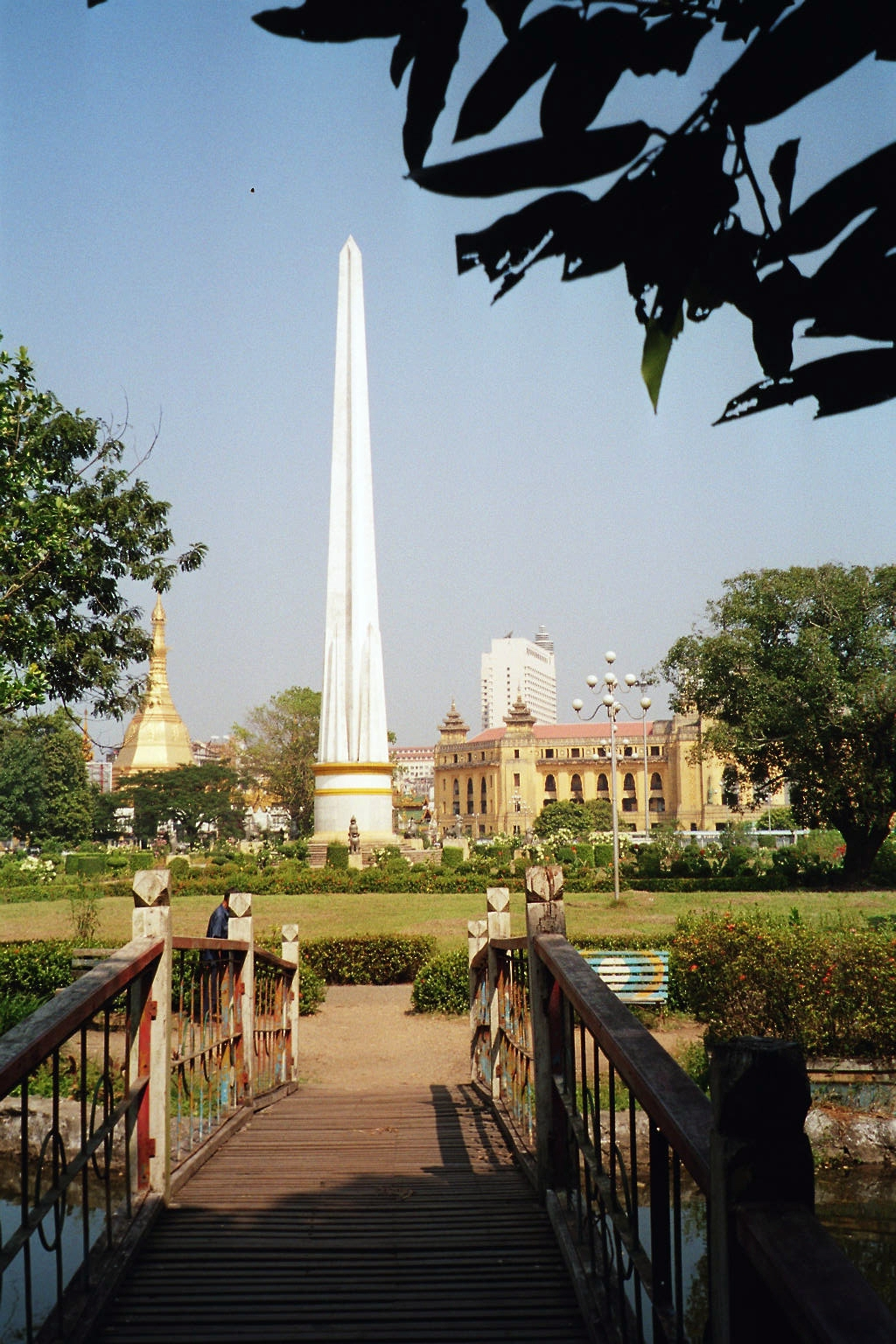
마하반둘라 공원의 기념비

마하반둘라 공원은 미얀마 양곤에 있는 공원이다. 이름은 마하반둘라에서 따왔다.